# Dolors Delhom i de Mena
Dolors Delhom (Barcelona, 13 d'agost de 1867 - 13 de maig de 1912) va ser una primera actriu catalana de finals del segle xix i principis del segle xx.

## Entorn familiar
Filla de Josep Delhom i Julià, professor de cal·ligrafia natural de Figueres, i de la també primera actriu Carlota de Mena, natural de Tortosa, es va casar als 19 anys amb Ricard Esteve i Abella, natural de Santa Coloma de Farners, que morí molt jove, al 1893. En segones núpcies es casà amb el primer actor Enric Borràs, amb qui va tenir un fill, Enric Borràs i Delhom.

## Trajectòria professional
Havent començat la carrera teatral al costat de la mare, Carlota de Mena, en els papers de dama jove, assolí la seva etapa de plenitud com a primera actriu al Teatre Romea, de Barcelona. També anà a Madrid, on actuà en el Teatre de la Comedia. Entre les obres que estrenà es poden destacar Mossèn Janot, El Camí del sol o Mar i cel, d'Àngel Guimerà; Els vells o La mare eterna, d'Ignasi Iglésias; El místic, de Santiago Rusiñol.
- 1886, 7 de desembre. En el paper de Rosina a l'obra María Menotti o la loca de los Alpes, d'Alfredo Moreno Gil. Estrenada al teatre Catalunya de Barcelona.
- 1887, 3 de març. En el paper de Mujer 3ª/Moza 2ª a l'obra El maldito o un río de oro, d'Eloy Perillán Buxó. Estrenada al teatre Catalunya de Barcelona.
- 1899, 31 de gener. En el paper de Candiona a l'obra La farsa, d'Àngel Guimerà. Estrenada al teatre Romea de Barcelona.
- 1902, 11 de març. En el paper de Daniela a l'obra La pecadora, d'Àngel Guimerà. Estrenada al teatre Romea de Barcelona.
- 1902, 18 de novembre. En el paper d'Amèlia a l'obra Aigua que corre, d'Àngel Guimerà. Estrenada al teatre Romea de Barcelona.
- 1903, 6 de febrer. En el paper d'Engracieta, 23 anys a l'obra Els vells, d'Ignasi Iglésias. Estrenada al teatre Romea de Barcelona.
- 1903, 16 d'octubre. En el paper de Santuzza a l'obra Cavalleria Rusticana, de Giovanni Verga, adaptació catalana de Carles Costa i Josep Maria Jordà. Estrenada al teatre Romea de Barcelona.
- 1903, 5 de desembre. En el paper de Marta (22 anys) a l'obra El místic, de Santiago Rusiñol. Estrenada al teatre Romea de Barcelona.